# (143649) 2003 QQ47
(143649) 2003 QQ47 è un asteroide Apollo che divenne famoso in breve tempo al momento della sua scoperta, avvenuta alla fine di agosto del 2003, quando i media dichiararono, basandosi su una relazione preliminare, che vi era la possibilità, 1:250.000, di collisione con la Terra il 21 marzo 2014.

## Rischio d'impatto
(143649) 2003 QQ47 ha un diametro di circa 1,24 km, e una massa di circa 2×1012 kg, e viaggia a una velocità di 30 km/s. Se dovesse colpire la Terra, sprigionerebbe energia di circa 350.000 megatoni (1,5 ZJ), sufficiente a provocare danni a livello mondiale.
Nel settembre 2003 la NASA diede l'annuncio del rischio d'impatto con la terra, alzando il livello di rischio nella scala Torino a 1, basandosi su osservazioni effettuate alla fine del mese precedente. Successive misurazioni nel mese di settembre hanno fornito dati più precisi per il calcolo della traiettoria, riportando il livello di rischio ad un più tranquillo 0.
La Dr. Sara Russell, una ricercatrice di meteoriti al Museo di storia naturale di Londra, ha affermato alla BBC che non era preoccupata del fatto che (143649) 2003 QQ47 potesse essere un pericolo.
A marzo del 2014 l'asteroide transitò a 19 milioni di chilometri dalla terra, come previsto senza alcun rischio, e l'evento fu seguito in diretta sul web.